# Meurtres en Cotentin
Pour plus de détails, voir Fiche technique et Distribution.
Meurtres en Cotentin  est un téléfilm franco-belge réalisé par Jérémy Minui en  2019 dans la collection Meurtres à.... Il est diffusé, pour la première fois, en Belgique, le 21 mai 2019, sur La Une, en Suisse, le 31 mai 2019, sur RTS Un et, en France, le 1er février 2020, sur France 3.
Cette fiction est une coproduction de K'ien Productions, AT-Production et la RTBF (télévision belge), avec la participation de France Télévisions, du CNC, de TV5 monde, de la RTS (Radio Télévision Suisse) et de la région Normandie.

## Synopsis
Le corps de François Lehodey est retrouvé dans un étang entouré de branches de genêts. Promoteur immobilier sans scrupules, la victime compte de nombreux ennemis, qui font figures de suspects. La légende de la Dame blanche surgit. C'est vrai que plusieurs témoins affirment avoir vu une dame rousse vêtue de blanc. Par ailleurs, la capitaine Hélène Ribero est chargée de l'enquête malgré sa liaison avec un des suspects.

## Fiche technique
Sauf indication contraire, les informations mentionnées dans cette section peuvent être confirmées par la base de données cinématographiques IMDb,  présente dans la section « Liens externes ».
- Titre original : Meurtres en Cotentin
- Réalisation : Jérémy Munui
- Scénario : Sylvie Rouch
- Musique : Anne-Olga De Pass
- Photographie : Isarr Eiriksson
- Produit par : David Kodsi et Julien Rouch
- Production : K'ien Productions[1], AT-Production, RTBF (télévision belge) et avec la participation de France Télévisions, du CNC, de TV5 monde, de la RTS (Radio Télévision Suisse) et de la région Normandie
- Pays d'origine :  France /  Belgique
- Langue : Français
- Genre : Policier
- Durée : 90 minutes
- Dates de première diffusion :
  -  Belgique : 22 mai 2019 sur La Une[2]
  -  Suisse : 31 mai 2019 sur RTS Un
  -  France : 1er février 2020 sur France 3

## Distribution
Sauf indication contraire, les informations mentionnées dans cette section peuvent être confirmées par la base de données cinématographiques IMDb,  présente dans la section « Liens externes ».
- Chloé Lambert : Hélène Ribero
- Léa François : Alice Hamel
- Lannick Gautry : Martin Chave
- Jean-Philippe Ricci : Étienne Letourneau
- Pascal Elso : Gérard Bannier
- Nicole Calfan : Marielle Lehodey
- Romain Deroo : Antoine Lehodey
- Nicolas Phongpheth : Lucas
- Alain Bouzigues : Daniel Vimont
- Florent Hill : Marco
- Emmanuelle Grönvold : Anne Morin
- Jean Seleskovitch : le procureur
- Sandrine Guisier : Adeline Vautrin
- Isabelle Feron : Corinne Prieur
- Gerd Jan-Picco : François Lehodey
- Thierry Lechevanton : M. Dubreuil
- Maryse Ravera : la voisine
- Angelo Jossec : le photographe
- Léopold Bara : le technicien
- Mirabela Vian : le médecin
- Chris Joa : le gendarme
- Damien Leconte : le brancardier
- Alain Churin : le prêtre

## Production[3]

### Tournage
Le tournage de Meurtres en Cotentin s’est déroulé du 22 novembre et 20 décembre 2018, dans des communes situées au nord de la péninsule du Cotentin : Barfleur, Cherbourg-en-Cotentin, Crasville, Fermanville, Gatteville-le-Phare, Jobourg, Le Rozel, Omonville-la-Rogue et Saint-Vaast-la-Hougue,,.

### Casting
Les rôles principaux sont tenus par Chloé Lambert et Léa François (connue pour son rôle de Barbara dans le feuilleton Plus belle la vie, ou encore la série Camping Paradis) , Nicole Calfan, Jean-Philippe Ricci ou encore Lannick Gautry (de Peur sur le lac).

## Accueil critique
Le magazine Moustique estime le « contrat à nouveau rempli », y voyant « un thriller classique, sombre et légèrement mystique ».

## Audience
- France : 4,47 millions de téléspectateurs (première diffusion) (21,7 % de part d'audience)